# Georges Dessommes
Georges Dessommes (Nova Orleães, 1855 - Burbank, 1929) escritor Estados Unidos em francês.
Se mudou com sua família para Paris em 1860 fugindo da Guerra de Secessão. Em 1870 voltou a New Orleans e começou a publicar seus poemas em Comptes-rendus de l'Athénée louisianais o Carillon. Foi editor-chefe da publicação Petit Journal de Charles Bleton.

## Romances
- Tante Cydette , 1888.